# Ant-Man and the Wasp: Quantumania
Ant-Man and the Wasp: Quantumania és una pel·lícula de superherois basada en Marvel Comics amb els personatges Scott Lang / Ant-Man i Hope Pym / Wasp. Produïda per Marvel Studios i distribuïda per Walt Disney Studios Motion Pictures, serà la seqüela d'Ant-Man i Ant-Man and the Wasp i la pel·lícula número 31 de Marvel Cinematic Universe (MCU). La pel·lícula està dirigida per Peyton Reed a partir d'un guió de Jeff Loveness, i és protagonitzada per Paul Rudd com Scott Lang i Evangeline Lilly com Hope van Dyne al costat de Michael Douglas, Michelle Pfeiffer, Kathryn Newton i Jonathan Majors. A la pel·lícula, Lang i van Dyne exploren el regne quàntic.
Els plans per a una tercera pel·lícula d'Ant-Man es van confirmar el novembre de 2019, amb el retorn de Reed i Rudd. Loveness va ser contractat l'abril de 2020, i el desenvolupament de la pel·lícula va començar durant la pandèmia de la COVID-19. El títol de la pel·lícula i els nous membres del repartiment es van anunciar el desembre de 2020. El rodatge va començar a principis de febrer de 2021 a Turquia, mentre que el rodatge addicional es va produir a San Francisco a mitjans de juny, abans de la fotografia principal que va començar a finals de juliol als Pinewood Studios de Buckinghamshire i va acabar al novembre.
Es va estrenar el 17 de febrer de 2023, com a primera pel·lícula de la cinquena fase de l'MCU.

## Repartiment
- Paul Rudd: Scott Lang / Ant-Man
- Evangeline Lilly: Hope van Dyne / The Wasp
- Michael Douglas: Dr. Henry "Hank" Pym
- Michelle Pfeiffer: Dra. Janet van Dyne
- Kathryn Newton: Cassie Lang
- Jonathan Majors: Kang el Conqueridor
- Randall Park com Jimmy Woo
- David Dastmalchian com a Veb
- Katy O'Brian com a Jentorra
- Bill Murray com Lord Krylar
- Corey Stoll com a Darren Cross / M.O.D.O.K.
- Gregg Turkington com a Dale

## Producció
El rodatge inicialment estava programat per començar el gener del 2021, però es va retardar a causa de la pandèmia Covid-19. El febrer de 2021, Mehmet Ersoy, ministre turc de Cultura i Turisme, va anunciar que el rodatge acabava d'iniciar-se a la regió de Capadòcia i que continuaria en altres llocs del país. El mateix mes, Evangeline Lilly va dir que el rodatge principal començaria més tard el 2021 amb el mig títol Goat Rodeo. El rodatge també va tindre lloc a Atlanta, Londres i San Francisco.
El primer tràiler de la pel·lícula es va estrenar el 24 d'octubre de 2022.
Es va estrenar el 17 de febrer de 2023. La pel·lícula s'havia d'estrenar prèviament el 2022, abans d'anunciar-se que s'estrenaria el 17 de febrer de 2023 el maig de 2021. L'octubre de 2021 es va endarrerir fins al 28 de juliol de 2023 i es va tornar a la data de febrer de 2023 l'abril de 2022. És la primera pel·lícula de la cinquena fase del MCU.